# Teorema de Larmor
El teorema de Larmor, creado por Joseph Larmor, dice que «siempre que se tenga una partícula cargada en una órbita limitada en una región finita del espacio en la que actúa un campo de fuerzas centrales, la adición de un pequeño campo magnético produce un movimiento adicional de precesión superpuesto al movimiento no perturbado de la partícula cargada ({\displaystyle {\vec {B}}=0})».

## Demostración
Se demuestra el teorema de Larmor considerando la descripción del movimiento de una partícula cargada en un campo central y otro magnético con respecto a un sistema de coordenadas que gire con la velocidad angular constante. La transformación de la descripción de la velocidad y de la aceleración a un sistema rotativo nos lleva a

{\displaystyle \mathbf {v} =\mathbf {v'} +{\boldsymbol {\omega }}\times \mathbf {r} }

{\displaystyle \mathbf {a} =\mathbf {a'} +2{\boldsymbol {\omega }}\times \mathbf {v'} +{\boldsymbol {\omega }}\times ({\boldsymbol {\omega }}\times \mathbf {r} )}

donde v' y a' son, respectivamente, la velocidad y la aceleración de la partícula con respecto al sistema de coordenadas giratorio (cantidades vectoriales) y la x hace referencia al producto cruz o vectorial; haciendo algunas manipulaciones algebraicas se llega a:

{\displaystyle m\mathbf {a'} =f(\mathbf {r} )e\mathbf {r} -{\frac {e^{2}}{4m}}(\mathbf {B} \times \mathbf {r} )\times \mathbf {B} }

Con campos magnéticos pequeños, en los que el término cuadrático en {\displaystyle \mathbf {B} } es despreciable, la ecuación de movimiento aproximada se encuentra así:

{\displaystyle m\mathbf {a} =f(\mathbf {r} )e\mathbf {r} }

Por ello, en una primera aproximación, el movimiento de una partícula en presencia de un campo magnético se observará que es la misma órbita que sin existir el campo magnético, pero con una precesión adicional de velocidad angular -wLk.
Nota: wL es la frecuencia angular de Larmor. er es el vector unitario que representa la dirección de un radio usado en las coordenadas cilíndricas, esféricas, etc. "e" es la carga de la partícula. k es el vector unitario en la dirección de Z.